# مارتين بيرغفولد
مارتين بيرغفولد (بالدنماركية:Martin Bergvold) (مواليد 20 فبراير 1984 في كوبنهاغن - الدنمارك) لاعب كرة قدم دنماركي يلعب حاليا لصالح نادي الدرجة الأولى ليفورنو الإيطالي منذ 2007 في مركز الوسط المحوري كما يجيد اللعب في مركز الوسط الأيسر .

## روابط خارجية
- مارتين بيرغفولد على موقع قاعدة بيانات كرة القدم.إي يو (الإنجليزية)
- مارتين بيرغفولد على موقع بيانات كرة القدم. دي إي (الألمانية)
- مارتين بيرغفولد على موقع ليكيب (الفرنسية)
- مارتين بيرغفولد على موقع Soccerway.com (الإنجليزية)
- مارتين بيرغفولد على موقع عالم كرة القدم.نت (الإنجليزية)
- مارتين بيرغفولد على موقع كووورة
- مارتين بيرغفولد على موقع AS.com (الإسبانية)